# Olympische Sommerspiele 1976/Teilnehmer (Dominikanische Republik)
| Gelbes Symbol für Goldmedaillen mit stilisierten Olympischen Ringen | Graues Symbol für Silbermedaillen mit stilisierten Olympischen Ringen | Braundes Symbol für Bronzemedaillen mit stilisierten Olympischen Ringen |
| ------------------------------------------------------------------- | --------------------------------------------------------------------- | ----------------------------------------------------------------------- |
| —                                                                   | —                                                                     | —                                                                       |

Die Dominikanische Republik nahm an den Olympischen Sommerspielen 1976 in Montreal mit einer Delegation von elf Athleten (zehn Männer und eine Frau) in zehn Wettbewerben in drei Sportarten teil. Ein Medaillengewinn gelang keinem der Sportler.

## Teilnehmer nach Sportarten

### Boxen
- Eleoncio Mercedes
Halbfliegengewicht: in der 1. Runde ausgeschieden

- Francisco Sánchez
Bantamgewicht: in der 2. Runde ausgeschieden

- Gustavo de la Cruz
Federgewicht: im Achtelfinale ausgeschieden

- Jesús Sánchez
Halbweltergewicht: im Achtelfinale ausgeschieden

- José Vallejo
Weltergewicht: in der 2. Runde ausgeschieden

- Jorge Amparo
Halbmittelgewicht: in der 1. Runde ausgeschieden

### Gewichtheben
- Rafael Ortega
Fliegengewicht: Wettkampf nicht beendet

- San Lázaro de la Cruz
Fliegengewicht: Wettkampf nicht beendet

### Leichtathletik
Männer
- Francisco Solis
800 m: im Vorlauf ausgeschieden

Frauen
- Divina Estrella
100 m: im Vorlauf ausgeschieden
200 m: im Vorlauf ausgeschieden